# Aethelric di Bernicia
Etelrico o Aethelric (nato ÆÞelric Iding Bernicia Cyning) (VI secolo) è stato un sovrano britannico, quarto sovrano anglosassone della Bernicia di cui si abbia memoria.
Governò dal 568 al 572, succedendo sul trono al fratello (o padre, secondo altre fonti) Adda.
Viene menzionato come figlio di Adda da Nennio nella Historia Brittonum, mentre la Cronaca anglosassone dice che era uno dei numerosi figli di re Ida, padre anche di Adda. L'Historia ecclesiastica gentis Anglorum di san Beda il Venerabile gli attribuisce quattro anni di regno.
Alla sua morte gli succedette il fratello (o zio), Theodric, un altro dei figli di re Ida. Il figlio Aethelfrith salì al trono di Bernicia solo una ventina di anni dopo, unificando questo reame con quello di Deira, dando così vita al regno di Northumbria.